# Mora (lingüística)
En lingüística, la mora es una unidad que mide el peso silábico, es decir, la duración de los segmentos fonológicos que componen la sílaba. Gobierna la distribución temporal y la acentuación en algunas lenguas, aunque no en todas el nivel moraico es relevante; en las que no, el concepto de mora se confunde con el de sílaba.
Por ejemplo, en latín la división en moras es del siguiente tipo:
- Constan de una mora las sílabas acabadas en vocal breve. Así, la división en sílabas de rosa es ro-sa y la división en moras es idéntica ro=sa.
- Constan de dos moras las restantes sílabas, es decir, las sílabas trabadas (acabadas en consonante) y las sílabas acabadas en vocal larga. Así la división en sílabas de ventus es ven-tus y la división en moras es ve=n=tu=s. La palabra es así tetramoraica.

En latín, el número de moras regula la posición del acento (este cae en la penúltima mora antes de la última vocal).

## Estructura moraica
Las sílabas, de acuerdo a su estructura moraica, se distinguen en ligeras (o monomoraicas), pesadas (bimoraicas) y ultrapesadas (trimoraicas). La división moraica se fija del siguiente modo:
- la consonante inicial de la sílaba, si existe, no tiene peso;
- el núcleo silábico puede pesar una mora, si es una vocal o consonante corta, o dos, si es una vocal o consonante larga o un diptongo;
- la coda silábica (las consonantes después del núcleo) varían según los lenguajes; en japonés o latín pesan una mora, en irlandés no tienen peso, y en inglés pesan una mora siempre que la sílaba esté acentuada, pero pueden pesar o no en el caso de sílabas no tónicas.

En sánscrito, existen vocales llamadas pluti que pesan tres moras por sí solas, un fenómeno desconocido en otras lenguas.